# 보스포루스 해협

다르다넬스 해협(노란색)과 마르마라해에 대한 보스포루스 해협(빨간색)의 위치

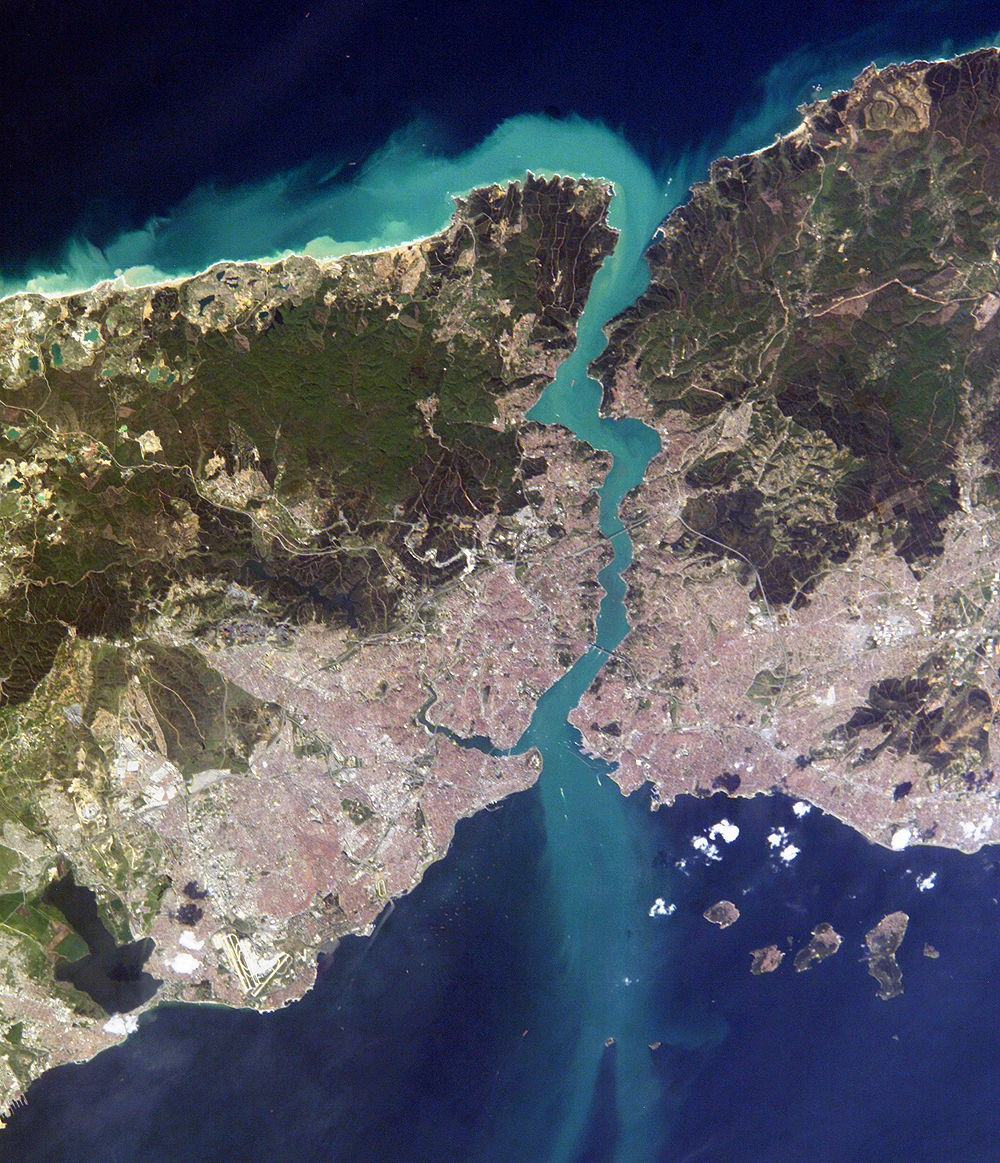
2004년 4월 국제우주정거장에서 촬영한 보스포루스 해협의 위성 근접 사진. 상단의 수역은 흑해이고, 하단의 수역은 마르마라해이며, 보스포루스 해협은 이 둘을 연결하는 구불구불한 수로이다. 보스포루스 해협의 서쪽 강변은 유럽 대륙의 지리적 시작점이며, 동쪽 강변은 아시아 대륙의 지리적 시작점이다. 이스탄불 시는 양쪽 강변을 따라 보인다.

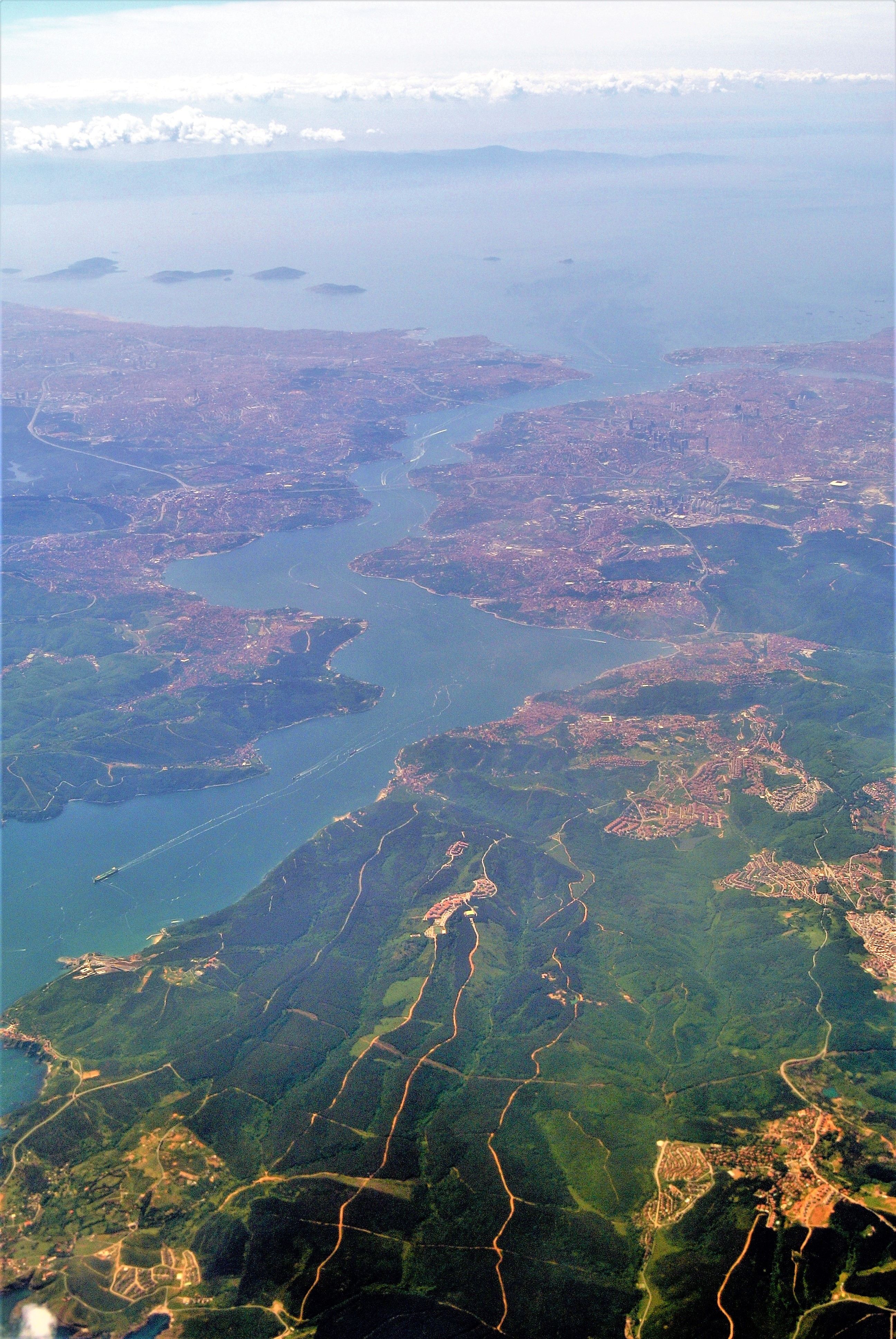
흑해 근처 북쪽 끝(하단)에서 남쪽(상단)으로 마르마라해를 바라보는 보스포루스 해협의 항공 사진으로, 해협의 언덕진 강변을 따라 이스탄불 시 중심부가 보인다.

보스포루스 해협(-海峽; 그리스어: Βόσπορος, 튀르키예어: Boğaziçi, 문화어: 보스포르 해협, 중국어 : 伊斯坦布尔海峡/이사탄포이해협)은 튀르키예에 위치한 자연 해협이자 국제적으로 중요한 수로이며, 이스탄불 시가 걸쳐져 있다. 보스포루스 해협은 흑해를 마르마라해와 연결하며 아시아와 유럽 사이의 대륙 경계 중 하나를 형성한다. 또한 소아시아와 트라키아를 분리하여 튀르키예를 나눈다. 이곳은 국제 항해에 사용되는 세계에서 가장 좁은 해협이다.
보스포루스 해협의 해안 대부분은 북쪽 지역을 제외하고 인구 밀도가 높으며, 이스탄불 시의 대도시 인구 1,700만 명이 양쪽 강변에서 내륙으로 뻗어 있다.
보스포루스 해협과 마르마라해의 반대쪽 끝에 있는 다르다넬스 해협은 함께 튀르키예 해협으로 알려져 있다.
이스탄불의 보스포루스 해협 해안 일부는 콘크리트 또는 파쇄석으로 강화되었으며, 퇴적이 잘 일어나는 해협 부분은 주기적으로 준설된다.

## 이름
해협의 이름은 고대 그리스어 Βόσπορος(Bósporos)에서 유래했으며, 민간어원에 따라 βοὸς πόρος, 즉 "소 해협"(예: "옥스포드(Ox-ford)"와 같음)로 해석되었다. 이는 boûs βοῦς '소, 가축'의 소유격과 poros πόρος '통로'가 결합된 것으로, '가축 통로' 또는 '암소 통로'를 의미한다. 이는 그리스 신화 속 이오의 이야기를 언급한다. 이오는 암소로 변신하여 보스포루스 해협을 건널 때까지 지구를 방랑하는 형벌을 받았는데, 그곳에서 티탄 프로메테우스를 만났다. 프로메테우스는 이오에게 제우스에 의해 인간의 모습으로 돌아오게 될 것이며 모든 영웅 중 가장 위대한 헤라클레스의 조상이 될 것이라고 말하며 위로했다.
이오는 현재의 위스퀴다르인 크리소폴리스 근처에 상륙했다고 전해지는데, 이곳은 Bous '암소'로 이름 지어졌다. 이 지역은 다말리스(Δάμαλις)로도 알려져 있었는데, 아테네 장군 아테네의 카레스가 자신의 아내 다말리스를 위해 기념비를 세웠고, 그 기념비에 거대한 암소상이 포함되어 있었기 때문이다(δαμάλις라는 이름이 '암소'를 뜻한다).
-ph-(Bosphor)를 사용한 영어 철자는 고대 그리스어 이름으로 정당화되지 않으며, 사전들은 -p-를 사용한 철자를 선호한다. 그러나 -ph-는 중세 라틴어 (Bosphor, 때로는 Bosphorus 또는 Bospherus)와 중세 그리스어에서 때때로 Βόσφορος로 나타나, 프랑스어 Bosphore, 스페인어 Bósforo, 이탈리아어 Bosforo, 러시아어 Босфор의 기원이 되었다. 12세기 그리스 학자 이오안네스 트제트제스는 이 해협을 Damaliten Bosporon(다말리스의 이름을 따서)이라고 불렀지만, 그 당시에는 대중적으로 콘스탄티노폴리스의 가장 오래된 북쪽 항구의 이름인 Prosphorion으로 알려져 있었다고도 보고한다. 영어에서는 Bosphorus가 선호되는 철자이다.
역사적으로 보스포루스 해협은 "콘스탄티노폴리스 해협" 또는 트라키아 보스포루스 해협으로 알려져 있었으며, 크림반도의 킴메르 보스포루스 해협과 구별하기 위해 사용되었다. 이는 헤로도토스의 역사 4.83에 Bosporus Thracius, Bosporus Thraciae, 그리고 Βόσπορος Θρᾴκιος(Bósporos Thráikios)로 각각 표현되어 있다. 헤로도토스가 해협을 지칭하는 데 사용한 다른 이름으로는 칼케돈 보스포루스 해협(Bosporus Chalcedoniae, Βόσπορος τῆς Χαλκηδονίης [Bosporos tes Khalkedonies], 헤로도토스 4.87) 또는 미시아 보스포루스 해협(Bosporus Mysius)이 있다.
이 용어는 결국 "해협"을 의미하는 일반 명사 βόσπορος로 사용되었고, 이전에는 고전 그리스어에서 아이스킬로스와 소포클레스에 의해 헬레스폰트 해협에도 적용되었다.

### 보아지치

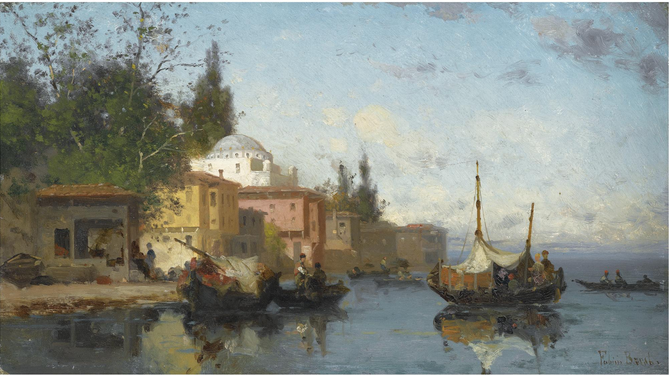
파비우스 브레스트의 그림

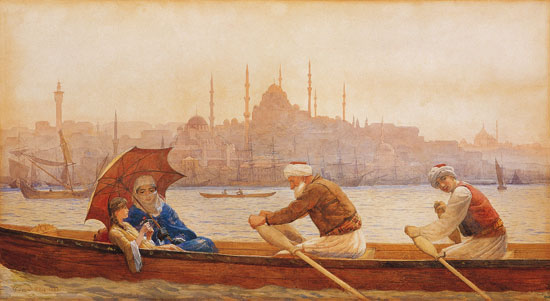
트리스트램 엘리스의 그림

보아지치는 보스포루스 해협의 경치를 볼 수 있는 이스탄불의 일부 지역과 행정 구역을 포함한다. 특히 보스포루스 해협의 유럽 쪽 해안에 있는 베식타시 지역부터 시작하여 금각만 (할리치) 북쪽에 위치한 이스탄불 지역으로 간주된다. 따라서 유럽 해안을 따라 남쪽에서 북쪽으로 베식타시, 오르타쾨이, 아르나부트쾨이, 베베크, 루멜리히사르, 발탈리마니, 에미르간, 이스틴예, 예니쾨이, 타라비아, 키레치부르누, 뷔위크데레, 사르예르가 포함되며, 아시아 해안을 따라 베이레르베이, 쳉겔쾨이, 바니쾨이, 칸딜리, 아나돌루 히사르, 칸르자, 베이코즈가 포함된다.

## 지리
해양 수로로서 보스포루스 해협은 흑해를 마르마라해와 연결하고, 이어서 다르다넬스 해협을 통해 에게해와 지중해로 이어진다. 또한 동부 지중해, 발칸반도, 근동, 서유라시아를 따라 다양한 바다와 연결된다. 따라서 보스포루스 해협은 흑해에서 지브롤터를 통해 지중해와 대서양까지, 그리고 수에즈 운하를 통해 인도양까지 해상 연결을 가능하게 하여 특히 러시아에서 오는 상품의 통과에 중요한 국제 수로가 된다.
보스포루스 해협에는 쿠루체시메 바로 옆에 아주 작은 섬이 하나 있다. 현재 일반적으로 갈라타사라이 섬 (Galatasaray Adası)으로 알려진 이 섬은 1880년 압뒬하미트 2세 술탄에 의해 아르메니아인 건축가 사르키스 발리안에게 주어졌다. 그가 지은 집은 나중에 철거되었다. 이 섬은 벽으로 둘러싸인 정원이 되었다가 수상 스포츠 센터가 되었고, 그 후 갈라타사라이 스포츠 클럽에 주어져 현재의 이름이 되었다. 그러나 2010년대에는 나이트클럽으로 완전히 뒤덮였고, 정부는 2017년에 이를 철거했다. 2022년 여름에 갈라타사라이 클럽 회원 전용으로 재개장했다.

### 형성
보스포루스 해협의 정확한 형성 원인과 시기는 지질학자들 사이에서 여전히 논쟁의 대상이다. 컬럼비아 대학교의 두 과학자가 1997년 같은 이름의 연구를 통해 제시한 최근의 가설인 흑해홍수설은 기원전 5600년경(2003년에는 기원전 6800년으로 수정됨)에 지중해와 마르마라해의 수위가 상승하여 당시 낮은 담수 수역이었던 흑해로 범람하여 보스포루스 해협이 침수되었다고 주장한다.
그러나 많은 지질학자들은 이 해협이 지질학적 시간 규모에서는 비교적 젊지만 훨씬 더 오래되었다고 주장한다.

### 현재의 형태
보스포루스 해협의 경계는 북쪽의 루멜리 페네리와 아나돌루 페네리 등대를 연결하는 선과 남쪽의 아히르카프 페네리와 카디쾨이 인시부르누 페네리 등대 사이에 정의된다("페네르"는 튀르키예어로 등대를 의미한다). 이 경계 내에서 해협은 길이가 31 km (17 nmi)이며, 북쪽 입구의 너비는 3,329 m (1.798 nmi), 남쪽 입구의 너비는 2,826 m (1.526 nmi)이다. 최대 너비는 우무르예리와 뷔위크데레 리마니 사이에서 3,420 m (1.85 nmi)이며, 최소 너비는 칸딜리 곶과 아시얀 사이에서 700 m (0.38 nmi)이다.
보스포루스 해협의 깊이는 중류에서 13 to 110 m (43 to 361 ft) 사이로 다양하며 평균 65 m (213 ft)이다. 가장 깊은 지점은 칸딜리와 베베크 사이로, 110 m (360 ft)이다. 가장 얕은 지점은 카디쾨이 인시부르누 앞 18 m (59 ft)와 아시얀 곶 앞 13 m (43 ft)이다.
남향으로 흐르는 물의 양은 16,000m3/s(표면의 담수)이고, 북향으로 흐르는 물의 양은 11,000m3/s(바닥 근처의 염수)이다. 댄 파슨스와 리즈 대학교 지구 및 환경학부 연구원들은 흑해 해저 강을 기술한다.
금각만은 주요 해협에서 갈라져 나온 어귀로, 역사적으로 콘스탄티노폴리스를 공격으로부터 보호하는 해자 역할을 했으며, 19세기까지 다양한 제국의 황실 해군을 위한 보호된 정박지를 제공했다가 이후 이스탄불 중심부의 역사적인 지역이 되었다.

### 새로운 탐사
20세기 이전에도 흑해와 마르마라해가 "밀도 흐름"의 지리적 예로 서로에게 흘러들어간다는 사실이 이미 알려져 있었다. 그리고 2010년 8월, 보스포루스 해협 바닥을 따라 흐르는 연속적인 현탁액 구성의 '수중 해협'이 발견되었는데, 이는 만약 육지에 있었다면 지구상에서 여섯 번째로 큰 강이 되었을 것이다. 리즈 대학교가 이끄는 2010년 과학자 팀은 로봇 "노란 잠수정"을 사용하여 이 "해저 강"(과학적으로 해저 협곡이라고 함) 내의 상세한 흐름을 처음으로 관찰했다. 해저 협곡은 육상 강과 유사하지만, 해수보다 밀도가 높아 바닥으로 가라앉아 흐르는 모래, 진흙, 물의 수중 흐름 혼합물인 밀도류에 의해 형성된다. 이러한 협곡은 퇴적물이 심해로 운반되어 퇴적층을 형성하는 주요 운송 경로이다.
연구팀은 이 해협 내의 상세한 흐름을 연구했으며, 그 결과는 다음과 같다.
협곡 복합체와 밀도 흐름은 협곡을 통한 흐름장의 구조를 조사하고 상세화하는 데 이상적인 자연 실험실을 제공한다. 우리의 초기 연구 결과는 이 협곡의 흐름이 육상 강 협곡의 흐름과는 상당히 다르다는 것을 보여준다. 특히, 흐름이 굽이진 곳을 돌 때 심해에서는 육상 강 협곡에서 발견되는 나선형과는 반대 방향으로 나선형을 이룬다. 이는 이러한 시스템에 의해 퇴적된 퇴적물의 퇴적학 및 층을 이해하는 데 중요하다.

흑해홍수설의 핵심 주장은 마지막 빙하기가 끝날 무렵 거대한 빙상이 녹으면서 해수면이 72.5 미터 (238 ft) 상승하자, 봉쇄되어 있던 보스포루스 해협이 엄청난 홍수로 인해 당시 담수였던 흑해 호수의 수위가 50% 증가했고, 이는 사람들을 수개월 동안 해안에서 멀리 밀어냈다는 것이다. 이 가설은 해저 탐험가 로버트 발라드의 발견에 의해 뒷받침되었는데, 그는 옛 해안선을 따라 정착지를 발견했다. 과학자들은 담수-염수 미세식물군을 통해 홍수 시기를 약 7500 BP 또는 기원전 5500년으로 추정했다. 빠르게 불어나는 물에 의해 쫓겨나면서, 사람들은 서구 세계의 모든 구석으로 퍼져나가며 대홍수 이야기를 전파했다. 물이 솟구치면서 액체 속 밀도 높은 부유 고체에 덜 저항적인 해저 해협의 망을 훑었는데, 이는 오늘날에도 매우 활발한 층으로 남아 있다.
이 해저 해협의 첫 번째 이미지는 1999년 NATO SACLANT 해저 연구 프로젝트 동안 NATO RV Alliance와 튀르키예 해군 조사선 Çubuklu를 공동으로 사용하여 얻어졌으며, 그 크기가 상당하다는 것을 보여주었다. 2002년, BlaSON 프로젝트(Lericolais, 외, 2003)를 위해 Ifremer RV Le Suroit 선상에서 수행된 조사는 이 수중 해협-팬델타의 다중 빔 매핑을 완료했다. 완전한 지도는 2009년에 출판되었다. 이 이전 결과와 2006년에 얻은 고품질 매핑(연구의 프로젝트 파트너였던 뉴펀들랜드 메모리얼 대학교 연구원들에 의해)을 함께 사용했다.
이 프로젝트는 리즈 대학교의 제프 피크올과 다니엘 파슨스가 주도했으며, 사우샘프턴 대학교, 뉴펀들랜드 메모리얼 대학교, 해양 과학 연구소와 협력했다. 조사는 해양 과학 연구소의 연구선인 R/V 코자 피리 레이스에서 운영 및 조정되었다.

### 마을
보스포루스 해협의 해안은 한때 비잔틴 시대부터 성장해 왔지만 19세기에 전성기를 맞았던 작은 어촌들로 이루어져 있었다. 20세기 초반까지는 해안 도로가 없었기 때문에 대부분의 마을은 보스포루스 해협을 따라 배(카이크라고 함)로만 접근할 수 있었다. 오늘날 이 마을들은 대이스탄불의 교외에 불과하지만, 많은 마을들이 원래의 마을 지위 기억을 이름의 접미사 -köy('마을')에 간직하고 있다. 예를 들면 오르타쾨이, 예니쾨이, 아르나부트쾨이, 쳉겔쾨이 및 바니쾨이가 있다. 이 마을들은 종종 농업과 관련된 독특한 정체성을 가지고 있었다: 예를 들어, 아르나부트쾨이는 딸기 재배와 관련이 있었고, 쳉겔쾨이는 달콤한 오이로 유명했다.

## 인류 역사
흑해와 지중해를 잇는 유일한 통로의 일부로서, 보스포루스 해협은 상업적, 군사적 관점에서 항상 매우 중요했으며, 오늘날에도 전략적으로 중요하다. 이곳은 러시아와 우크라이나를 포함한 수많은 국가들에게 주요 해상 접근 경로이다. 이곳에 대한 통제는 근대사에서 여러 분쟁의 목표였으며, 특히 러시아-튀르키예 전쟁 (1877년–1878년)과 제1차 세계 대전 중 1915년 갈리폴리 전투에서 연합국의 다르다넬스 해협 공격이 있었다. 2022년 러시아의 우크라이나 침공 동안 보스포루스 해협이 곡물이 세계에 도달하는 경로로서의 중요성이 크게 부각되었다.

### 고대 그리스, 페르시아, 로마, 비잔틴 시대 (1453년 이전)

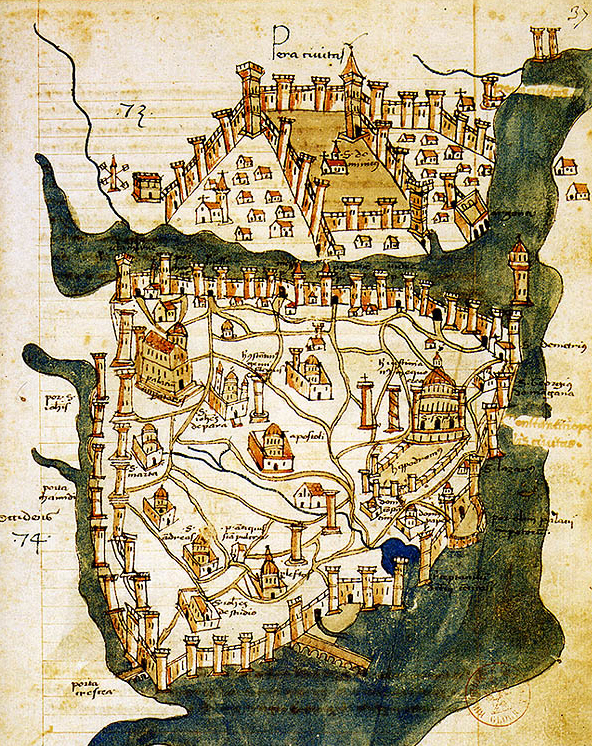
피렌체 지도 제작자 크리스토포로 부온델몬티가 1422년에 그린 콘스탄티노폴리스(현 이스탄불) 지도. 이것은 도시의 가장 오래된 현존 지도이자 1453년 튀르키예 정복 이전에 현존하는 유일한 지도이다. 보스포루스 해협은 지도의 오른쪽에 세로로 역사적인 도시를 감싸고 있다.

보스포루스 해협의 전략적 중요성은 수천 년 전으로 거슬러 올라간다. 기원전 5세기, 스키티아의 흑해 항구에서 곡물 수입에 의존했던 그리스 도시 국가 아테네는 메가라 식민지 비잔티움과 같이 해협을 통제하는 도시들과 중요한 동맹을 유지했다.
흑해 북부를 돌아다니던 스키티아 기병대를 진압하기 위해, 페르시아 왕 다리우스 1세 (r. 522 BC – 486 BC)는 보스포루스 해협을 건너 다뉴브강으로 진군했다. 그의 군대는 배를 연결하여 만든 거대한 다리를 사용하여 보스포루스 해협을 건넜다. 이 다리는 본질적으로 아시아의 가장 먼 지리적 끝을 유럽과 연결했으며, 적어도 1,000미터의 열린 공간을 포함했다. 몇 년 후, 크세르크세스 1세는 그리스 침공 동안 (기원전 480년) 다르다넬스 해협 (헬레스폰트 해협)을 가로지르는 유사한 폰툰 다리를 건설할 것이다.
비잔틴 제국은 보스포루스 해협을 "스테논"이라고 불렀고, 이 지역에서 다음 주요 지명을 사용했다.
- 유럽 쪽:
  - 보스포리오스 아크라
  - 아르기로폴리스
  - 성 마마스
  - 성 포카스
  - 헤스티아이 또는 미카엘리온
  - 포네우스
  - 아나플루스 또는 소스테니온
- 아시아 쪽:
  - 히에론 탑
  - 에이레나이온
  - 안테미우
  - 소피아나이
  - 비티니아 크리소폴리스

해협의 전략적 중요성은 로마 황제 콘스탄티누스 대제가 서기 330년에 새로운 수도 콘스탄티노폴리스를 그곳에 세우기로 결정한 요인 중 하나였다. 이곳은 이후 동로마 제국의 수도가 되었다.

### 오스만 시대 (1453–1922)

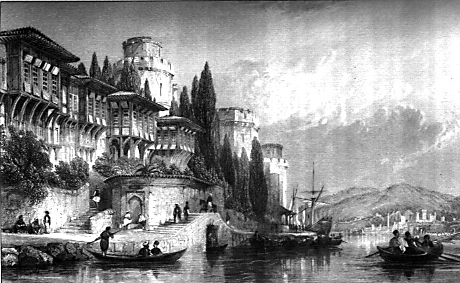
보스포루스 해협, 유럽과 아시아의 성. 토마스 알롬의 19세기 판화. 이 성들은 각각 루멜리히사르와 아나돌루히사르이다. 원본은 빅토리아 앤드 앨버트 박물관의 온라인 소장품에 있는 수채화이다.

1453년 5월 29일, 당시 부상하던 오스만 제국은 콘스탄티노폴리스 시를 정복했는데, 이는 오스만 제국이 해협 양쪽에 아나돌루히사르 (아나톨리아 성, 1393년)와 루멜리히사르 (유럽 성, 1451년) 요새를 건설하면서 주요 전투뿐만 아니라 보스포루스 해협과 주변 수로에 대한 장기적인 통제를 확립하기 위한 준비를 하는 긴 캠페인 끝에 이루어졌다. 오스만 제국의 승리로 이어진 53일간의 최종 캠페인은 세계사에서 중요한 전환점이 되었다. 크리스토퍼 콜럼버스의 1492년 아메리카 대륙 첫 항해와 함께, 1453년 콘스탄티노폴리스 정복은 일반적으로 중세를 종식시키고 르네상스와 대항해시대로의 전환을 알린 사건 중 하나로 기록된다.
이 사건은 또한 비잔틴 제국—로마 제국의 마지막 잔재—의 종말과 보스포루스 해협의 통제가 오스만 제국으로 넘어감을 의미했다. 오스만 제국은 콘스탄티노폴리스를 새로운 수도로 삼았고, 이후 수세기 동안 제국을 확장하는 기반으로 삼았다.
16세기에서 18세기 사이 절정기에, 오스만 제국은 보스포루스 해협의 전략적 중요성을 이용하여 흑해 전체 지역을 "오스만 호수"로 간주하고 러시아 군함의 진입을 금지하면서 통제권을 장악할 수 있었다.
이후 여러 국제 조약이 해협 접근을 규제했다. 1833년 7월 8일 운키아르 스켈레시 조약에 따라 보스포루스 해협과 다르다넬스 해협은 러시아의 요구에 따라 다른 국가의 해군 함선에 폐쇄되었다. 1841년 7월 13일 유럽의 열강(러시아, 영국, 프랑스, 오스트리아, 프로이센) 사이에 체결된 런던 해협 협정 조항에 따라, 오스만 제국의 "고대 규칙"이 다시 확립되어 전시 중 술탄의 동맹국을 제외한 모든 군함에 튀르키예 해협이 폐쇄되었다. 이는 영국 해군의 힘에 유리하게 작용하여 러시아가 지중해에 직접 접근할 수 없게 되면서 러시아에 불리하게 작용했다.

#### 여름 대사관
19세기 동안 콘스탄티노폴리스에 주재하던 많은 외국 세력은 보스포루스 해협을 따라 두 번째 대사관을 유지하며, 덥고 습한 여름철에는 직원들을 그곳으로 이동시켰다. 이 여름 대사관들 대부분은 유럽 해안의 예니쾨이(오스트리아), 타라비아(독일, 영국, 프랑스, 이탈리아), 뷔위크데레(스페인, 러시아)에 있었다. 일부 건물은 오늘날까지 남아 있지만, 영국 여름 대사관은 1911년에 소실되었고, 라이몬도 다르온코가 설계한 이탈리아 여름 대사관은 매우 황폐한 상태로 남아 있다.

### 튀르키예 공화국 시대 (1923년-현재)
제1차 세계 대전 이후, 1920년 세브르 조약은 해협을 비무장화하고 국제연맹의 통제 아래 국제 영토로 만들었다. 이는 로잔 조약 (1923년)에 의해 수정되어 해협을 튀르키예에 반환했지만, 모든 외국 군함과 상업 선박이 해협을 자유롭게 통과할 수 있도록 허용했다. 튀르키예는 결국 이 조약의 조건을 거부하고 해협 지역을 재무장화했다. 이러한 복귀는 1936년 7월 20일 해협의 체제에 관한 몽트뢰 협약에 따라 공식화되었다. 이 협약은 현재까지 유효하며, 튀르키예가 흑해 비인접국 해군 선박의 통행을 제한할 권리를 유지한다는 점을 제외하고 해협을 국제 해상 운송로로 취급한다.

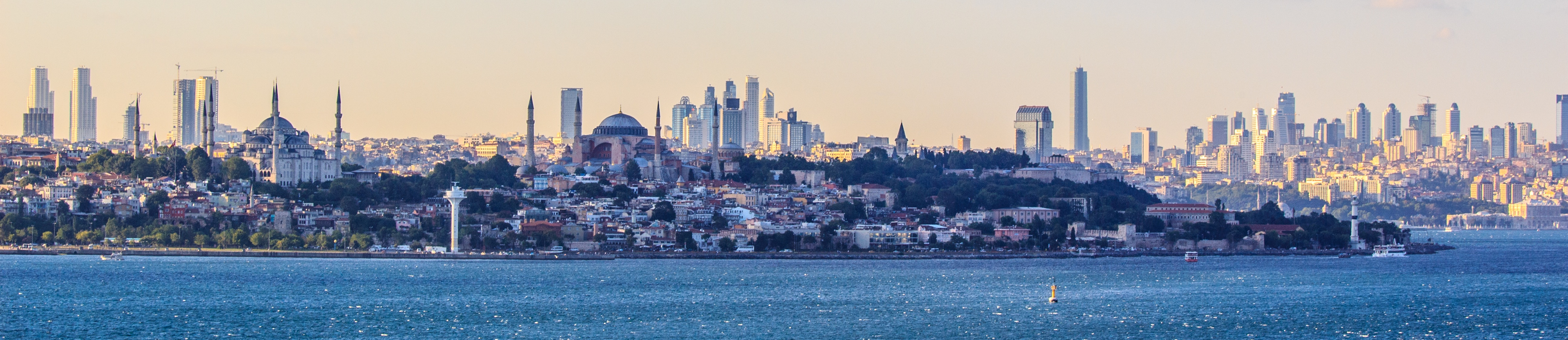
보스포루스 해협 남쪽 입구에서 본 이스탄불의 유럽 쪽 현대적 경관(2012년)

튀르키예는 1945년 2월까지 제2차 세계 대전에서 중립국이었고, 이 기간 동안 해협은 교전국의 군함에 폐쇄되었지만, 일부 독일 보조선은 통과가 허용되었다. 외교 회의에서 소련 대표들은 해협에 해군 기지를 확보하는 데 관심을 표명했다. 이는 스탈린의 튀르키예 지방인 카르스, 아르트빈, 아르다한을 소련에 반환하라는 요구(이들은 1877-1878년 러-튀르키예 전쟁에서 튀르키예가 상실했지만, 1921년 카르스 조약으로 되찾았다)와 함께 튀르키예가 외교적 중립을 포기하기로 결정하는 데 고려 사항이 되었다. 튀르키예는 1945년 2월 독일에 선전포고했지만, 공격적인 행동에는 참여하지 않았다.
튀르키예는 1952년에 NATO에 가입하여 해협이 상업 및 군사 수로로서 더욱 전략적으로 중요해졌다.
21세기 초, 튀르키예 해협은 석유 산업에 특히 중요해졌다. 노보로시스크와 같은 항구에서 생산된 러시아산 석유는 주로 보스포루스 해협과 다르다넬스 해협을 통해 미국으로 탱커선을 통해 수출되었다.

### 이스탄불 운하
2011년, 튀르키예는 보스포루스 해협 서쪽에 50 km (31 mi) 길이의 이스탄불 운하를 건설하여, 유조선 및 기타 화물선으로 인해 보스포루스 해협에 가해지는 위험을 줄일 것을 제안했다. 이 프로젝트는 매우 논란이 많았으며, 2022년 기준 운하 건설 작업은 시작되지 않았지만, 경로가 설정되었다.

## 신화에서
보스포루스 해협은 그리스 신화 속 이오의 이야기에서 이름을 따왔다. 이오는 암소로 변신하여 쇠파리에게 쫓겨 해협에 도달할 때까지 지구를 방황하는 형벌을 받았다. 그곳에서 이오는 티탄 프로메테우스를 만났는데, 프로메테우스는 이오에게 제우스에 의해 인간의 모습으로 돌아오게 될 것이며 모든 영웅 중 가장 위대한 헤라클레스의 조상이 될 것이라고 말하며 위로했다.
고대 그리스 신화에 따르면, 심플레가데스, 즉 충돌하는 바위로 알려진 거대한 떠다니는 바위들이 한때 보스포루스 해협 양쪽을 지키며 해협을 통과하려는 모든 배들을 부딪혀 파괴했다고 전해진다. 그들의 파괴적인 힘은 마침내 아르고나우트 영웅 이아손에 의해 극복되었는데, 그는 무사히 바위 사이를 통과하여 바위들이 고정되었고, 이로써 그리스가 흑해에 접근할 수 있게 되었다.

## 횡단

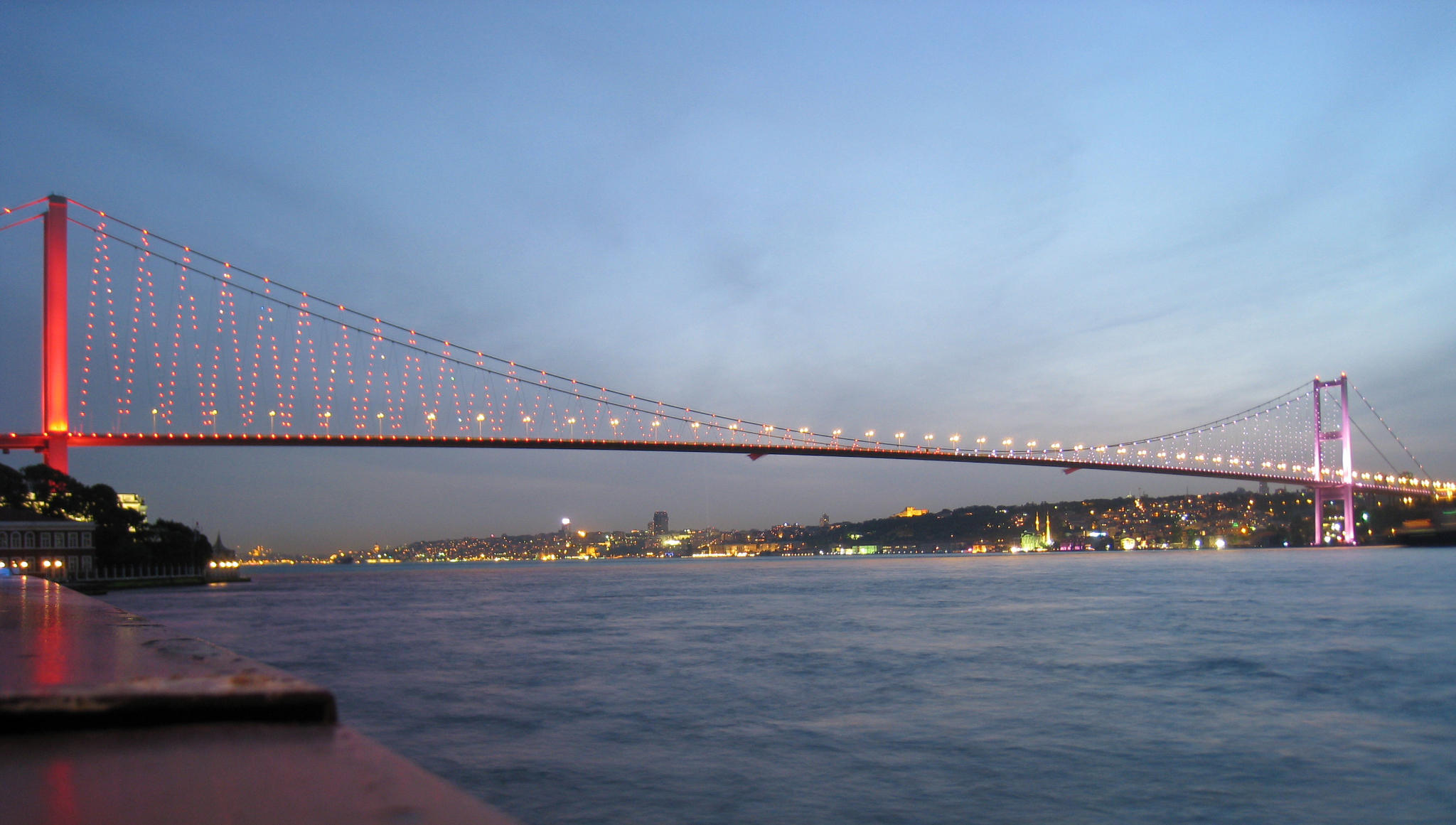
보스포루스 해협을 가로지르는 첫 번째 7월 15일 순교자의 다리 (보스포루스 다리), 1973년 완공

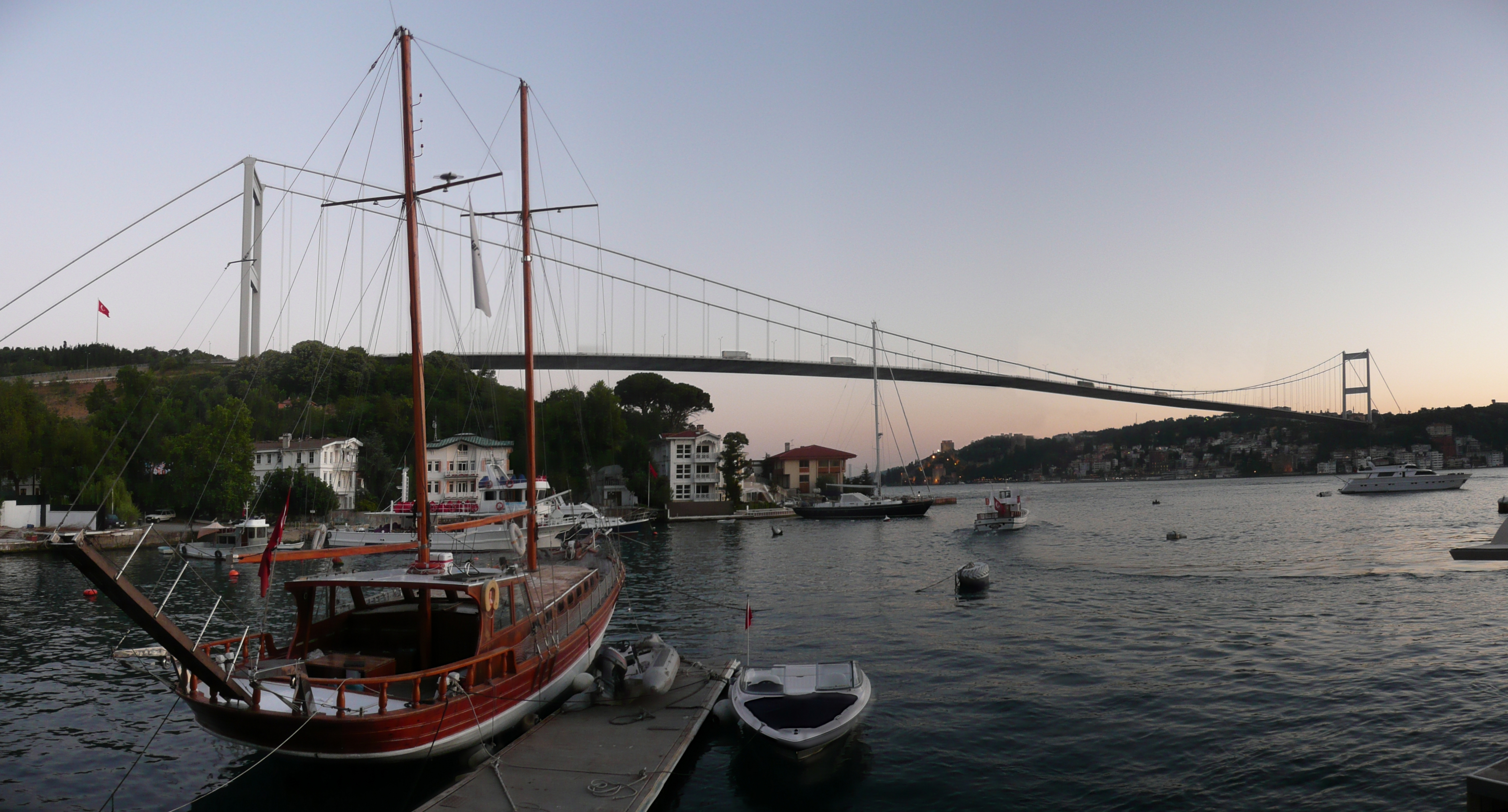
1988년에 완공된 두 번째 다리인 파티흐 술탄 메흐메트 교, 아시아 쪽에서 보스포루스 해협의 유럽 쪽에 있는 루멜리히사르를 바라보는 모습

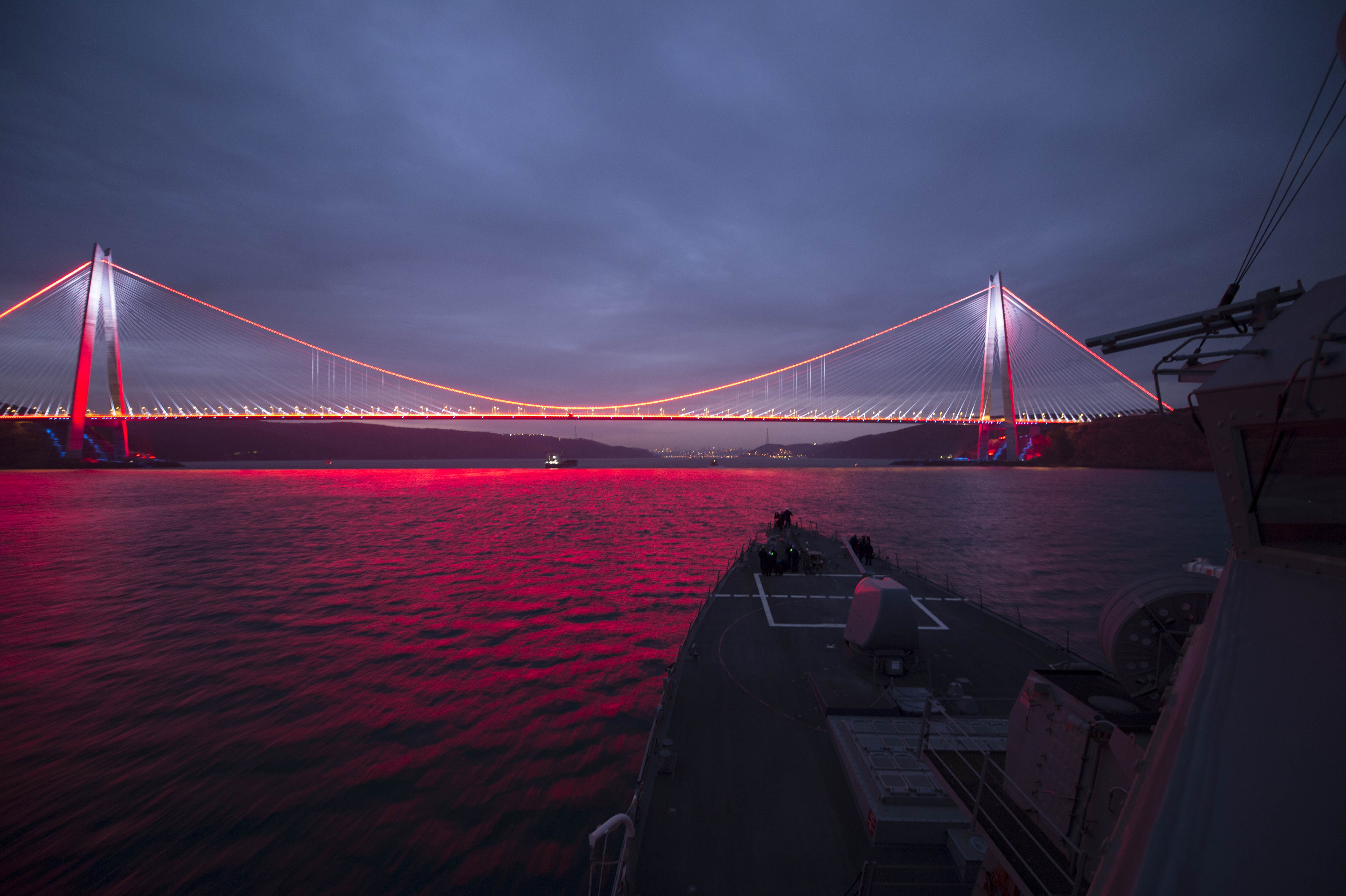
2016년 9월, 세 번째이자 가장 최근의 다리인 야부즈 술탄 셀림 교. 이 다리는 2016년 8월 26일에 개통되었다.

### 해상
보스포루스 해협은 매일 수많은 여객 및 차량 페리, 그리고 공공 및 민간 소유의 소형 보트부터 요트까지 다양한 레크리에이션 및 어선으로 통행된다.
해협은 또한 화물선과 탱커 형태의 상당한 국제 상업 선박 교통량을 처리한다. 북쪽의 루멜리 페네리와 아나돌루 페네리에서 남쪽의 아히르카프 페네리와 카디쾨이 인시부르누 페네리까지의 경계 내에는 대규모 해상 교통에 위험한 지점이 많아 급회전과 시야 장애물 관리가 필요하다. 특히, 칸딜리 곶과 아시얀 사이 구간은 조류가 7 to 8 노트 (3.6 to 4.1 m/s)에 달할 수 있는 곳에서 45도 방향 변경이 필요하다. 남쪽의 예니쾨이에서는 필요한 방향 변경이 80도이다. 이러한 어려운 방향 변경에 더해, 칸딜리와 예니쾨이에서는 방향 변경 전과 도중에 후방 및 전방 시야가 완전히 차단되어 반대 방향에서 접근하는 선박이 굽은 길을 볼 수 없게 된다. 이러한 지형적 위험은 도시의 유럽과 아시아 쪽을 연결하는 해협을 가로지르는 혼잡한 페리 교통으로 인해 더욱 증폭된다. 따라서 이 중요한 해상로에는 좁은 수로의 특징인 모든 위험과 장애물이 존재하며 매우 심각하다.
2011년, 튀르키예 정부는 흑해에서 마르마라해로 가는 두 번째 경로로 이스탄불주 서부 경계를 남북으로 가로지르는 약 80 킬로미터 (50 mi) 길이의 인공 운하 건설을 논의하기 시작했다. 이는 보스포루스 해협에 대한 선박 운송 위험을 줄일 것이라고 제안되었다. 논란이 많은 이스탄불 운하 프로젝트는 계속 논의되고 있다.
2022년 튀르키예가 부과하는 화물선 통행료는 1983년 이후 처음으로 톤당 US$4로 500% 인상되었다.
보스포루스 해협은 상당히 깊고 선박의 깊이와 길이에 대한 명확한 제한은 없지만, 길이가 150미터 이상이거나 깊이가 10미터 이상인 선박은 통과를 사전 예약해야 한다. 길이가 300미터 이상인 선박은 특별 통관 절차를 따라야 한다. 공중 높이 제한은 57미터이다.

### 육상 교량
두 개의 현수교와 하나의 사장교가 보스포루스 해협을 가로지른다. 이 중 첫 번째 다리인 1,074 m (3,524 ft) 길이의 7월 15일 순교자의 다리는 1973년에 보스포루스 다리라고 불렸을 때 완공되었다. 두 번째 다리인 파티흐 술탄 메흐메트 (보스포루스 II) 다리는 1,090 m (3,576 ft) 길이이며, 첫 번째 다리에서 북쪽으로 약 5 km (3 mi) 떨어진 곳에 1988년에 완공되었다. 첫 번째 보스포루스 다리는 O1 고속도로의 일부를 형성하며, 파티흐 술탄 메흐메트 다리는 트랜스유럽 고속도로의 일부를 형성한다. 세 번째이자 가장 최근의 다리인 야부즈 술탄 셀림 교는 2,164 m (7,100 ft) 길이이며 2016년에 완공되었다. 이 다리는 보스포루스 해협 북쪽 끝, 유럽 쪽의 가리프체와 아시아 쪽의 포이라즈쾨이 마을 사이에 위치하며, "북마르마라 고속도로"의 일부로 기존 흑해 해안 고속도로와 통합되어 환승 교통이 도시 교통을 우회할 수 있도록 한다.
| 이름                    | 개통일           | 설계                      | 총 길이            | 너비            | 높이             | 최장 스팬          | 하부 공간 확보 | 차선                               |
| ----------------------- | ---------------- | ------------------------- | ------------------ | --------------- | ---------------- | ------------------ | -------------- | ---------------------------------- |
| 7월 15일 순교자의 다리  | 1973년 10월 30일 | 현수교                    | 1,560 m (5,120 ft) | 33.4 m (110 ft) | 165 m (541 ft)   | 1,074 m (3,524 ft) | 64 m (210 ft)  | O1 고속도로 6차선                  |
| 파티흐 술탄 메흐메트 교 | 1988년 7월 3일   | 현수교                    | 1,510 m (4,950 ft) | 39 m (128 ft)   | 105 m (344 ft)   | 1,090 m (3,580 ft) | 64 m (210 ft)  | O2 고속도로 8차선                  |
| 야부즈 술탄 셀림 교     | 2016년 8월 26일  | 하이브리드 사장교, 현수교 | 2,164 m (7,100 ft) | 58.4 m (192 ft) | 322 m (1,056 ft) | 1,408 m (4,619 ft) | 73 m (240 ft)  | O7 고속도로 8차선 및 1개 복선 철도 |

### 해저
길이 13.7 km (8.5 mi)의 해저 철도 터널을 특징으로 하는 마르마라이 프로젝트는 2013년 10월 29일에 개통되었다. 터널의 약 1,400 m (4,593 ft)는 해협 아래 약 55 m (180 ft) 깊이로 지나간다.
튀르키예의 뒤즈제주에 있는 멜렌천(보스포루스 해협 동쪽, 아나톨리아 북서부)에서 이스탄불의 유럽 쪽으로 물을 운송하기 위해 길이 5,551 m (18,212 ft)의 해저 수도 터널인 보스포루스 수로 터널이 2012년에 건설되었으며, 거리는 185 km (115 mi)이다.
아브라샤 터널은 이스탄불 유럽 쪽의 카즐르체시메와 아시아 쪽의 괴즈테페 사이의 차량 통행을 위해 설계된 5.4 km (3.4 mi) 길이의 해저 공도 터널이다. 2011년 2월에 건설이 시작되었고, 2016년 12월 20일에 개통되었다.
최대 4개의 해저 광케이블(메드나우틸러스 및 기타 가능성)이 다르다넬스 해협을 통해 지중해에서 이스탄불로 접근한다.

## 전략적 중요성

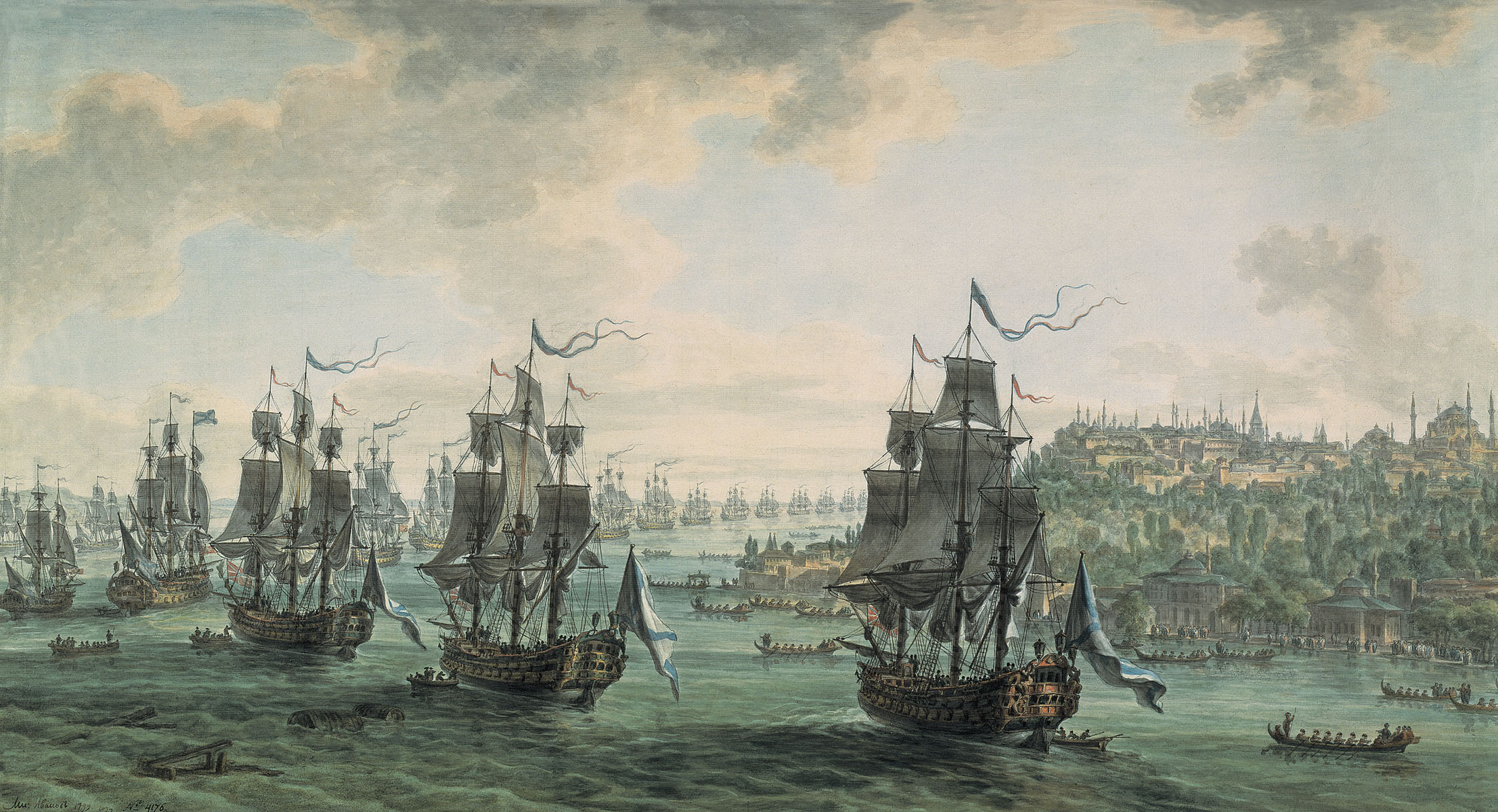
표도르 우샤코프 제독 지휘 하의 러시아 함대가 보스포루스 해협을 항해하는 모습

보스포루스 해협은 불가리아, 조지아, 루마니아, 러시아 (남서부), 우크라이나가 지중해 및 기타 바다에 도달하는 유일한 길이다. 따라서 해협에 대한 주권은 이들 국가뿐만 아니라 보스포루스 해협이 실제로 흐르는 국가인 튀르키예에게도 중요한 문제이다.
튀르키예는 해협을 통과하는 선박으로부터 통행료를 받지 않는다. 튀르키예 군대는 몽트뢰 협약의 조건에 따라 광범위한 권한을 가지고 있다. 2021년 현재, 보스포루스 사령부는 보스포루스 해협 해안에 위치하고 있으며, 사령부와 연결된 군함들은 보스포루스 해역에 정박되어 있다.
흑해, 보스포루스 해협, 마르마라해의 교차점에 위치한 반도에 자리 잡은 이스탄불은 역사적으로 로마 시대부터 오스만 제국에 이르기까지 가장 잘 보호되고 정복하기 어려운 도시 중 하나였다. 보스포루스 해협으로 나뉘어 있으며, 세계에서 몇 안 되는 대륙간 도시 중 하나이다.

## 관광
보스포루스 해협에는 오스만 제국 시대에 해협의 유럽 및 아시아 해안선을 따라 건설된 620채의 해변 주택 (얄르)이 있다. 톱카프 궁전, 돌마바흐체 궁전, 이을드즈 궁전, 츠라안 궁전, 페리예 궁전, 베이레르베이 궁전, 퀴췩수 궁전, 을흐라무르 궁전, 하티제 술탄 궁전, 아딜레 술탄 궁전과 같은 오스만 궁전들도 해협 주변에 위치해 있다. 보스포루스 해협의 다른 건물 및 명소로는 베베크의 킬리치 이집트 영사관, 베베크 모스크, 보아지치 대학교, 로버트 칼리지, 루멜리 성 (루멜리히사르), 보루산 현대미술관, 사킵 사반지 박물관, 사드베르크 하님 박물관, 위스퀴다르 미흐리마 술탄 모스크, 솀시 파샤 모스크, 크즈 쿨레시 (크즈쿨레시), 베이레르베이 모스크, 아나돌루 성 (아나돌루히사르), 쿨렐리 군사고등학교, 아딜레 술탄 궁전, 퀴췩수 별장, 헤디베의 빌라, 베이코즈 메키디예 별장, 요로스 성 (아나돌루 카바으)이 있다.

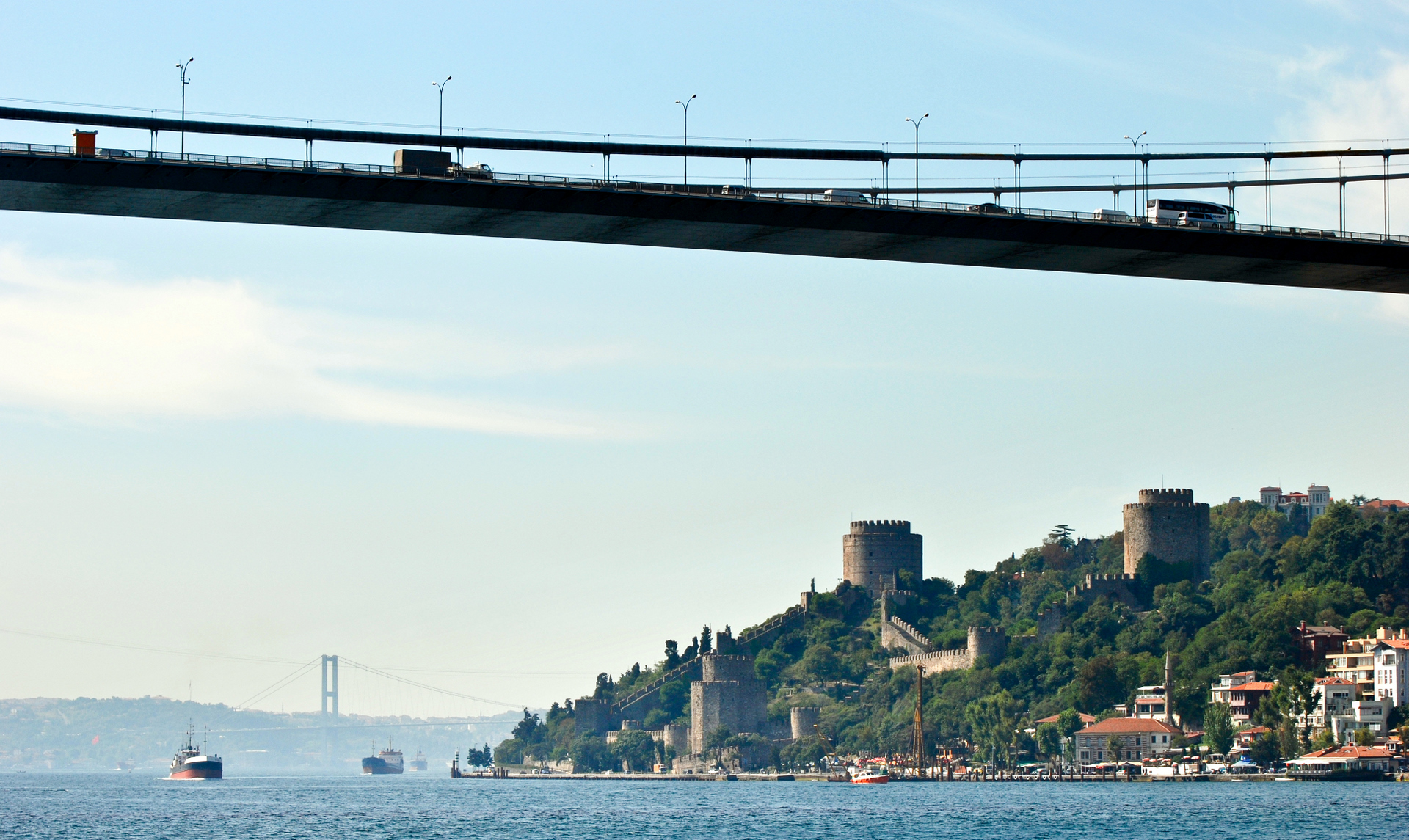
보스포루스 해협의 성 중 하나인 루멜리히사르와 해협을 가로지르는 두 개의 현수교

해협을 가로지르는 대부분의 공공 페리는 이스탄불의 역사적인 반도에 있는 에미뇌뉘에서 출발하여 흑해 근처의 아나돌루 카바으까지 운행한다. 도중에 유럽과 아시아 해안의 여러 지점에 잠시 정차한다. 에미뇌뉘에서 출발하는 개인 페리는 보스포루스 다리 두 개 중 하나까지만 운행한다. 에미뇌뉘에서 출발하는 다른 페리는 루멜리 카바으까지 운행하며 유럽 해안의 지점에만 정차하고, 위스퀴다르에서 출발하는 다른 페리는 아나돌루 카바으까지 운행하며 아시아 해안의 지점에만 정차한다. 에미뇌뉘, 카라쾨이, 베식타시, 카디쾨이, 위스퀴다르에서 출발하는 빈번한 공공 페리는 하루 종일 보스포루스 해협의 한쪽에서 다른 쪽으로 짧은 구간을 운행한다.
카타마란 해상 버스는 보스포루스 해협의 유럽 및 아시아 해안 간 고속 통근 서비스를 제공하지만, 공공 페리에 비해 정차하는 항구 및 부두 수가 적다. 공공 페리와 해상 버스 모두 보스포루스 해협과 마르마라해의 프린스 제도 간 통근 서비스도 제공한다.
보스포루스 해협을 따라 여러 지점에서 관광 크루즈를 이용할 수 있으며, 오르타쾨이도 포함된다. 가격은 상당히 다양하며, 일부는 음악과 식사를 제공한다.

## 건축

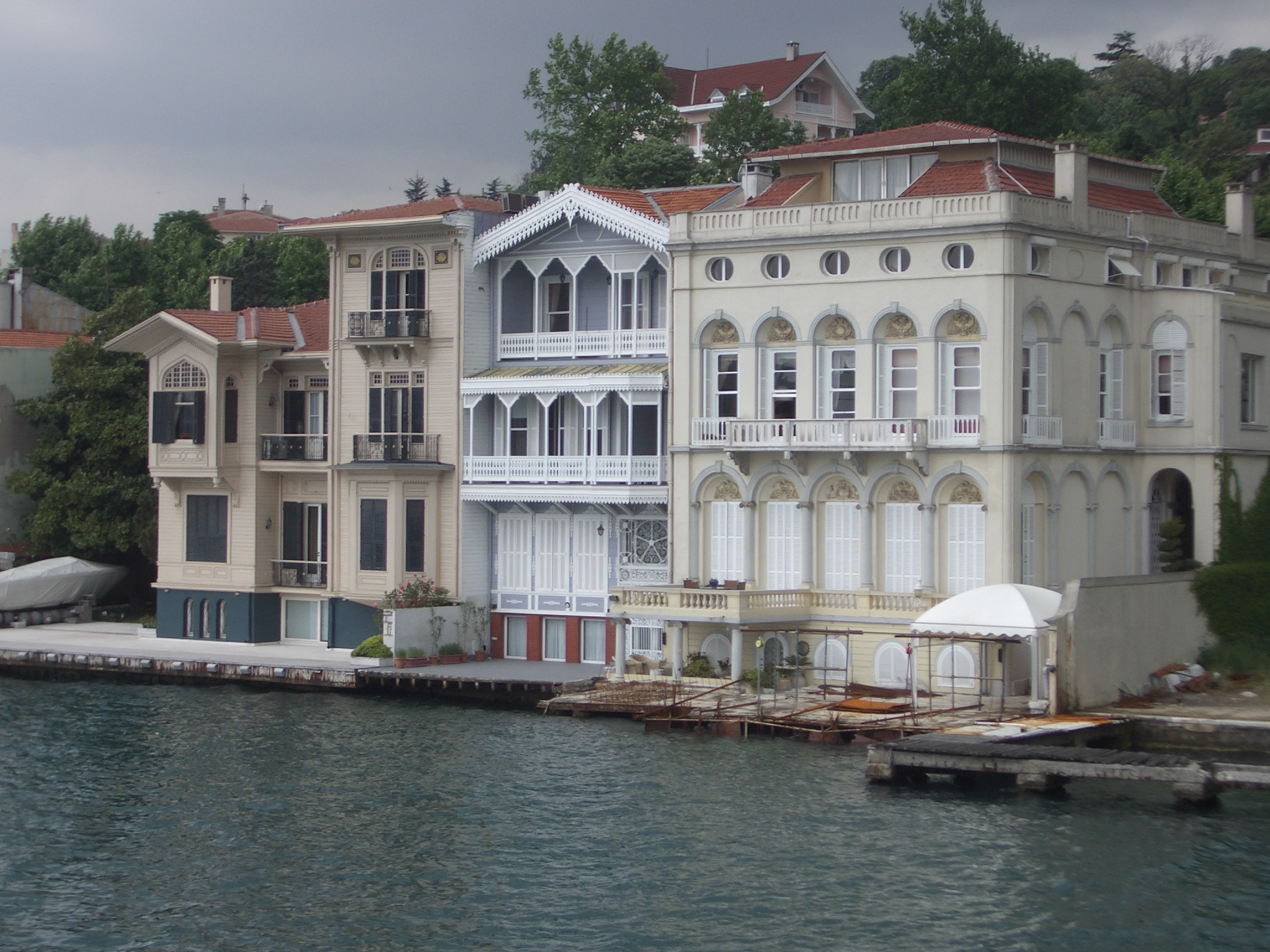
오스만 제국 시대 보스포루스 해협의 해변 저택 (얄르)

오스만 제국 시대에 보스포루스 해협을 따라 건설된 수많은 얄르 (수변 저택)는 오랫동안 해협의 상징이었다. 현재 원래 형태를 보존하고 있는 건물들은 튀르키예에서 가장 비싼 부동산 중 하나이지만, 많은 건물들이 시간, 날씨, '우발적인' 화재로 소실되었다. 유럽 해안에서 가장 오래된 얄르는 18세기에 건설되어 한동안 메카의 세습 통치자였던 셰리프 가문이 소유했던 에미르간의 셰리플레르 얄르이다. 이 얄르는 아나돌루 히사르에 있는 아시아 쪽에서 가장 오래된 얄르인 1698년에 건설된 쾨프륄뤼 암카자데 휘세인 파샤 얄르와 달리 여전히 양호한 상태를 유지하고 있다. 이 얄르의 중앙 부분만이 남아 있으며, 2009년부터 복원을 약속하는 울타리 뒤에 가려져 있다.
대부분의 얄르는 원래 물가 바로 옆에 위치했으며, 보트(카이크)를 보관할 수 있는 전용 부두와 항구를 갖추고 있었다. 아나톨리아 해안에는 일부 얄르가 여전히 물가 바로 옆에 있지만, 유럽 해안에서는 대부분이 현재 매립지에 건설된 해안 도로 뒤에 서 있다.

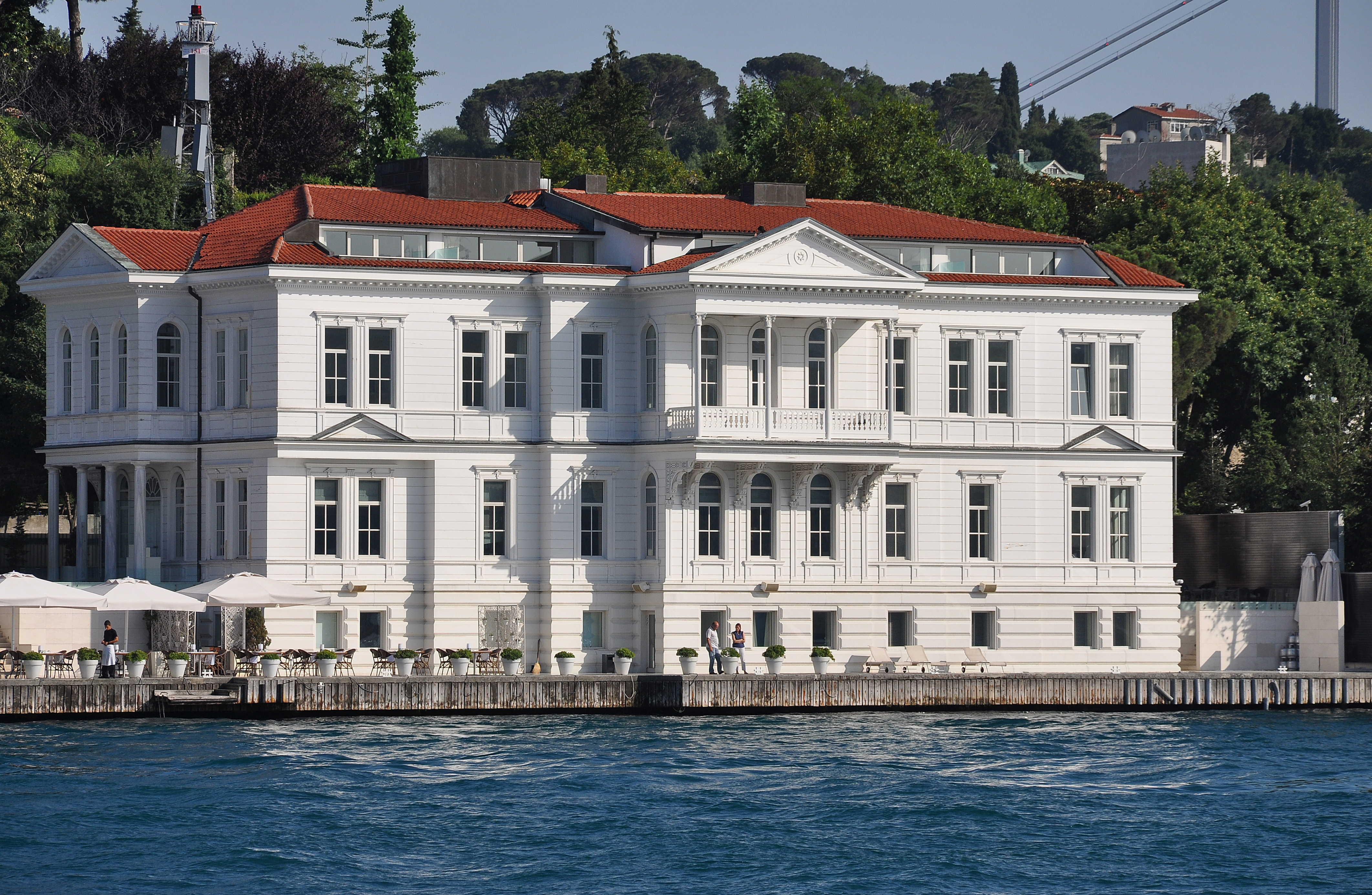
아흐메트 라심 파샤의 얄르

원래의 얄르는 일반적으로 두 개의 주요 섹션으로 나뉘었다: 남성들이 사용하는 공적인 공간인 셀람륵과 여성과 가족을 위한 사적인 공간인 하렘릭이다. 이들은 부유한 사람들의 호화로운 거주지였으며, 일부는 자체 하맘(튀르키예식 목욕탕)을 갖추고 있었다.

### 이집트 유산
19세기 후반부터 20세기 초반까지 이집트 왕족은 보스포루스 해협을 매우 좋아하여 여름을 그 해안에서 보내는 경우가 많았다. 그들은 해안이나 해협을 내려다보는 곳에 훌륭한 건물들을 남겼는데, 여기에는 현재 이집트 영사관이 있는 베베크의 건물과 츌뤼크 언덕 위에 있는 헤디베 빌라 (흐디프 카스르)가 포함된다.

## 미디어
- EBS 1TV : 《세계테마기행》

## 사진

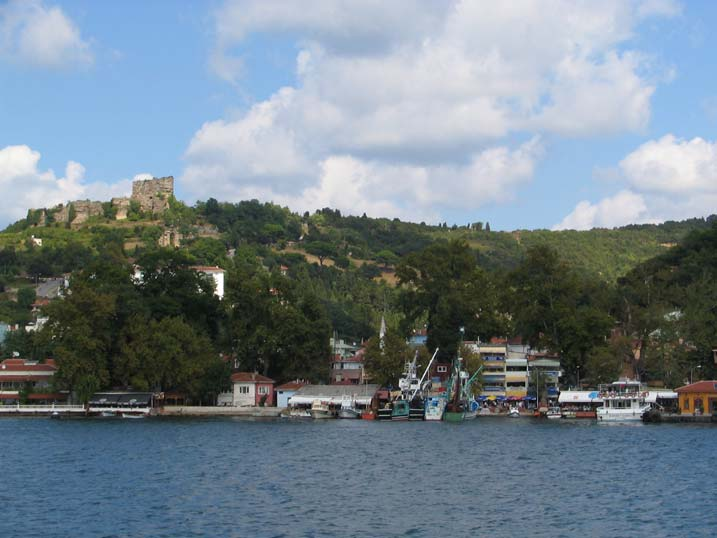
2006년 4월 요로스성. 아시아 지구에 위치해있다.
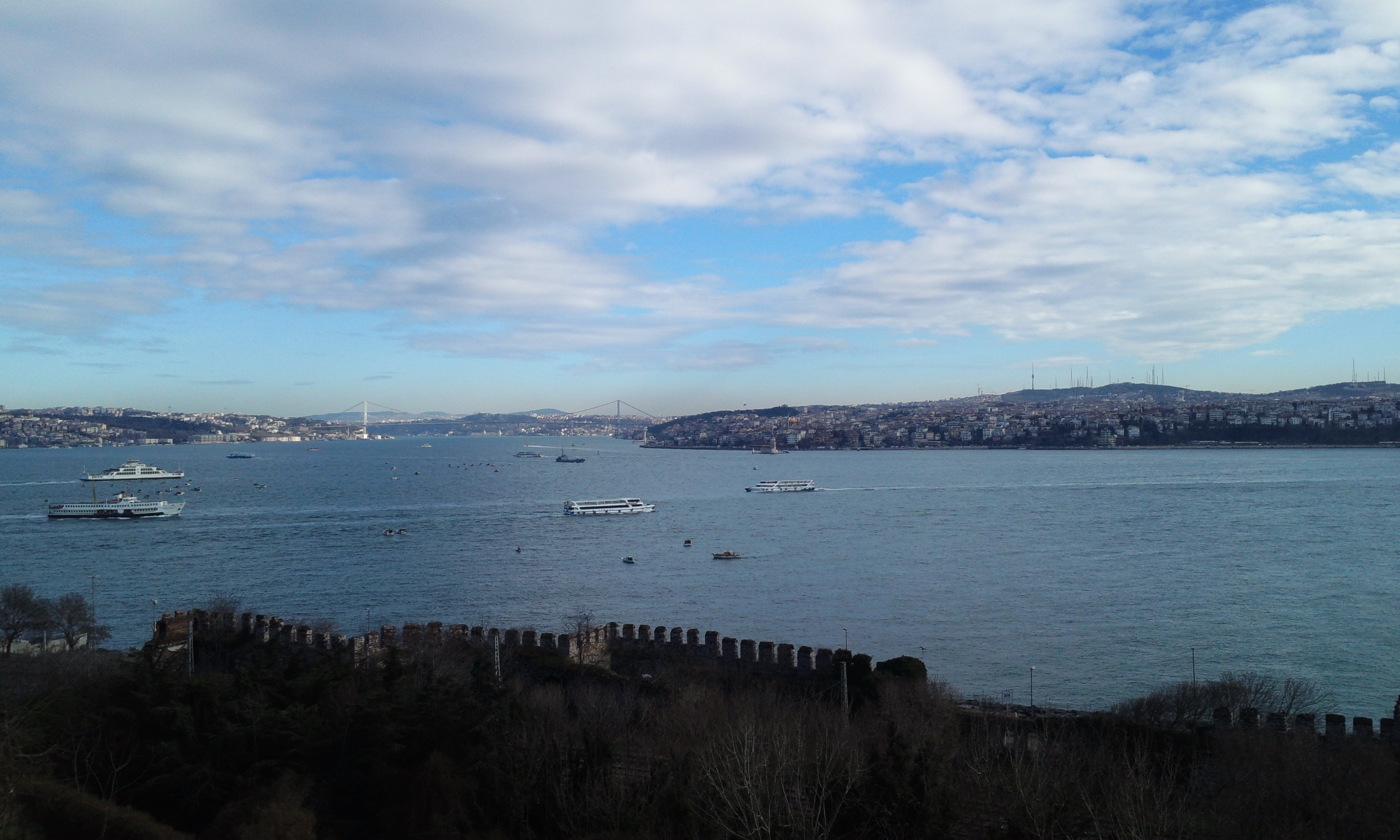
2015년 1월 보스포루스 해협. 왼쪽은 유럽, 오른쪽은 아시아다. 중간에 보이는 다리는 보스포루스 교

## 같이 보기
- 이스탄불 운하
- 이스탄불의 교통
- 동보스포루스 해협